# Dècada moderada
La Dècada Moderada (1844-1854) va ser un període del Regnat d'Isabel II d'Espanya durant el qual el poder va estar en mans del Partit Moderat, dirigit pel general Narváez.
En aquesta fase es va crear la Guàrdia Civil (1844), es va aprovar la Constitució del 1845 i el règim liberal es va reconciliar amb l'Església Catòlica (concordat del 1851).
Les llibertats polítiques i el dret a vot van ser molt restringits.